# Restio inconspicuus
Restio inconspicuus är en gräsväxtart som beskrevs av Esterh. Restio inconspicuus ingår i släktet Restio och familjen Restionaceae. Inga underarter finns listade i Catalogue of Life.